# Listă de scriitori din America Centrală
Aceasta este o listă de scriitori din America Centrală.

## Belize
- Angela Gegg
- Zee Edgell

## Costa Rica
- Carmen Naranjo
- Alfonso Chase
- Sal Amanders
- Joaquín Gutiérrez
- Carlos Luis Fallas
- Carmen Lyra
- Fernando Castro
- Jorge Debravo
- Ima Weiner

## El Salvador
- Manlio Argueta
- Juan José Cañas
- Horacio Castellanos Moya
- Roque Dalton
- Jacinta Escudos
- Alfredo Espino
- Francisco Gavidia
- Claudia Lars
- Salarrue

## Guatemala
- Miguel Ángel Asturias
- Otto René Castillo
- Augusto Monterroso

## Honduras
- Ramón Amaya Amador
- Roberto Sosa (poet)
- Eduardo Bähr
- Javier Abril Espinoza

## Nicaragua

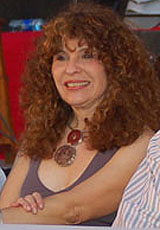
Gioconda Belli

- Claribel Alegría
- Emilio Álvarez Lejarza
- Emilio Álvarez Montalván
- Gioconda Belli
- Tomás Borge
- Omar Cabezas
- Ernesto Cardenal
- Blanca Castellón
- José Coronel Urtecho
- Alfonso Cortés
- Arturo Cruz
- Pablo Antonio Cuadra
- Rubén Darío
- Salomón Ibarra Mayorga
- Erwin Krüger
- Francisco Mayorga
- Azarías H. Pallais
- Joaquín Pasos
- Horacio Peña
- Sergio Ramírez
- Daisy Zamora

## Panama
- Rosa María Britton
- José Luis Rodríguez Pittí
- Gloria Guardia